# 沙洛斯地区索尔
沙洛斯地区索尔（法語：Sort-en-Chalosse，法語發音：[sɔʁ ɑ̃ ʃalɔs]）是法国朗德省的一个市镇，属于达克斯区。

## 地理
沙洛斯地区索尔（43°40'59"N, 0°55'50"W）面积15.39 平方千米，位于法国新阿基坦大区朗德省，该省份为法国西南部沿海省份，是法國本土面积第二大的省，北起吉倫特省，西临大西洋，南至大西洋比利牛斯省，东临热尔省，东北与洛特-加龍省接壤。
与沙洛斯地区索尔接壤的市镇（或旧市镇、城区）包括：康德雷斯、克莱蒙、加雷、安克斯、曼巴斯特、波亚尔坦、索尼亚克和康布朗。

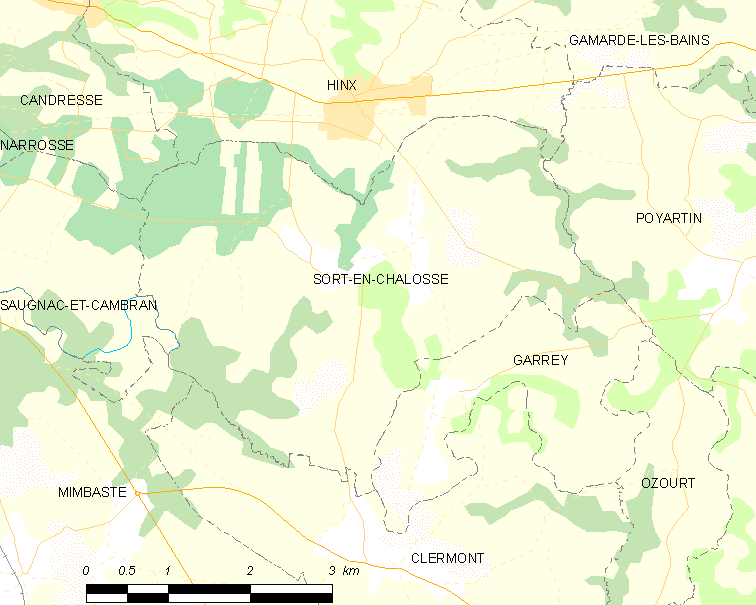
沙洛斯地区索尔的OSM定位图

沙洛斯地区索尔的时区为UTC+01:00、UTC+02:00（夏令时）。

## 行政
沙洛斯地区索尔的邮政编码为40180，INSEE市镇编码为40308。

## 政治
沙洛斯地区索尔所属的省级选区为沙洛斯山坡县。

## 人口

1962-2008年间沙洛斯地区索尔人口变化图示

沙洛斯地区索尔于2022年1月1日时的人口数量为887人。